# Ванасаба (район)
Ванаса́ба (індонез. Wanasaba) — один з 20 районів округу Східний Ломбок провінції Західна Південно-Східна Нуса у складі Індонезії. Розташований у центрально-північній частині. Адміністративний центр — селище Ванасаба.
Населення — 59617 осіб (2012; 59647 в 2011, 59317 в 2010, 60914 в 2009, 60107 в 2008).

## Адміністративний поділ
До складу району входять 3 селища та 3 села:
| Населений пункт     | Населення, осіб (2010) |
| ------------------- | ---------------------- |
| Бебідас, село       | 7421                   |
| Ванасаба, селище    | 14992                  |
| Каранг-Бару, село   | 10188                  |
| Мамбен-Дая, селище  | 8843                   |
| Мамбен-Лаук, селище | 8575                   |
| Тембенг-Путік, село | 9298                   |